# Prefectura autónoma mongol y tibetana de Haixi
Haixi (en chino, 海西; pinyin, Hǎixī, léase Jái-Si; 
en mongol: Хайши, romanizado: Hayisi) también conocida como Qaidam (en mongol: Цайдам, romanizado: Tsaidam, lit. 'marisma salada'; en chino, 柴达木; pinyin, Cháidá'm) es una prefectura autónoma de la República Popular de China perteneciente a la provincia de Qinghai. Localizada a una distancia aproximada de 514 kilómetros de la capital provincial, limita al norte con la provincia de Gansu y la región autónoma de Sinkiang; al sur, con la prefectura autónoma tibetana de Golog; al oeste, con Yushu Tibetana; y, al este, con la prefectura autónoma tibetana de Haibei. Su área es la más grande de toda la provincia con sus 300 854 km² y su población total para 2020 superó los 468 mil habitantes.

## Administración
La prefectura Haixi está conformada de 6 localidades que se administran en 3 ciudades suburbanas, 2 condados rurales y 1 Distrito administrativo de nivel condado.
- ciudad Delingha (德令哈市);
- ciudad Golmud (格尔木市);
- condado Wulan (乌兰县);
- condado Dulan (都兰县);
- condado Tianjun (天峻县);
- Distrito administrativo Da Qaidam (大柴旦行政委员会);

## Toponimia
El nombre de la ciudad significa literalmente "occidente del mar", en referencia al lago Qinghai que lo llaman -mar turquesa-.  Como las otras regiones autónomas, se caracteriza por estar asociada a un grupo étnico minoritario, en este caso, mongol (7%) y la tibetana (12%), aunque su etnia más grande es la Han (65%).

## Historia
Esta región fue habitada por los Qiang, un grupo minoritario al noroeste de China. Fue gobernada por el Reino Tubo en toda la dinastía Tang.
Después de 1949, fue fundado el Gobierno Popular del condado Dulan y la zona pasó a llamarse distrito autónomo Dulan (en chino, 都 兰 自治区), en 1954 Dulan fue renombrada como distrito autónomo mongol, tibetano y kazajo de Haixi (en chino: 海西蒙 藏 哈萨克族 自治区) y en 1955 como prefectura autónoma mongol, tibetana y kazaja de Haixi (海西蒙 藏 哈萨克族 自治州). En 1963, pasó a llamarse prefectura autónoma kazaja, tibetana y mongol de Haixi (海西 蒙古族 藏族 哈萨克族 自治州). En 1985, los kazajos regresarón a Xinjiang y la prefectura se rebautizó de nuevo como prefectura autónoma mongol y tibetana de Haixi.